# Klamath Agency
Klamath Agency az Amerikai Egyesült Államok északnyugati részén, Oregon állam Klamath megyéjében, az Oregon Route 62 mentén elhelyezkedő önkormányzat nélküli település. 1866. május 12-én az Agency-tó partján (a jelenlegi helyszíntől öt kilométerre északra) nyílt meg az indiánügyi hivatal ügynöksége. A rezervátumot 1961-ben felszámolták.
A posta 1878 és 1965 között működött. A fűrészüzem 1911-ben leégett. Az 1890-es években két bentlakásos iskola – egy fiúknak és egy lányoknak – volt itt.
A Ray Enouf repülőteret 1945-ben adták át; névadója a tengerészgyalogság Ivo Dzsima-i csatában elesett medikusa, Raymound L. Enouf klamath indián.
A helység iskolája 2020-ban szűnt meg.

## Fordítás
- Ez a szócikk részben vagy egészben  a   Klamath Agency, Oregon című angol Wikipédia-szócikk ezen változatának fordításán alapul.  Az eredeti cikk szerkesztőit annak laptörténete sorolja fel. Ez a jelzés csupán a megfogalmazás eredetét és a szerzői jogokat jelzi, nem szolgál a cikkben szereplő információk forrásmegjelöléseként.